# みほとけ
みほとけ（1994年10月27日 - ）は、日本のお笑いタレント。所属事務所は浅井企画。本名、野口 実穂（のぐち みほ）。神奈川県鎌倉市出身。

## 来歴
- 湘南白百合学園中学・高等学校卒業。高校時代から「学年のアイドル的存在」として知られていたという[4]。アナウンサーの林美桜は中学・高校の同級生[4][5]。2017年3月に慶應義塾大学看護医療学部を卒業し[6]、看護師の資格を取得した[7]。
- 14歳のときにAKB48の9期生オーディションに参加して合格する。横山由依、島崎遥香らと同期生になるはずだった。デビューするためのレッスンまで受けていたが、家族や通っていた学校には黙って参加したため合格後に猛反対にあい、親がレッスン先に辞めさせるような旨の電話まで入れていたため、そのレッスン先に呼び出されて「あなたは続けられません」と告げられたこともあって最終的に加入を辞退する[1][8]。なお、みほとけ本人はAKBオタクで前田敦子推しと話していたことがある[9]。
- 2015年11月にアイドルユニット「WenDee」に加入、2018年8月の卒業（事実上の解散）ライブまでメンバーとして活動する。WenDee時代は、出身大学もあって「インテリ担当、みほです」という挨拶があった。ただ、これについて本人は「インテリっていうほど頭も良くない」と話していたことがある[1]。この間、2016年3月にミス鎌倉コンテストの本選審査に合格、翌月から2017年3月まで2016年度ミス鎌倉の一人として鎌倉市のPR活動にあたる[10]。
- アイドル活動を開始した当初は他のWenDeeのメンバーと同様、グッドチョイスエンタテインメントに所属していたが、2019年6月30日に退所し[11]、7月に浅井企画に移籍[12]した。
- 2017年5月頃から仏像好きを公言し始め、仏のものまねも披露するようになる[1]。ものまねの道具は、レースカーテン（袈裟、耳）、ストッキング（坊主頭）、古い蛍光灯（棒）、タマネギ（宝珠）などを使用している[1]。出身が鎌倉で、母が鎌倉の観光協会に勤めて鎌倉の寺院の見所を調べるという仕事に就いていたことで、みほとけ自身も小学生の頃から一緒に寺巡りに付いて行っていたこともあって[13]、子供の頃から寺や仏像は身近な存在であり、ミス鎌倉時代に建長寺で大法要を見た時に感動したということを話している[1][13]。元々お笑い好きで[14]、WenDee時代に仏像のものまねをしたところ、ファンに受けて、周りからも「面白い」と言われたことで、いけるんじゃないかと思ったという[1]。この路線で行こうとしたのには「仏像を目指すアイドルなんていない」と思ったこと、自分に突き抜けたような個性を持たせたいと思ったことも理由だったという[1][15]。この頃からTwitterで神社仏閣に関する投稿をする際には、WenDeeでの活動名である「みほ」と「ほとけ」を合成させた「みほとけ」というハッシュタグをつけるようになり、後に芸名にする。9月にはYouTubeチャンネル「みほとけちゃんねる」を開設。「仏像に一番近いアイドル」を名乗るようになった[13]。「お寺・仏像研究家」を自称し、訪れる寺院は年間100以上、拝観する仏像は2000体を超えている[16]。
- 2024年4月15日、西国三十三所観音巡礼札所会より「西国三十三所PR大使」に任命される[17]。

## 人物
- 好きな仏像は空也上人[18]。高校生時代に修学旅行で参拝した京都の六波羅蜜寺の空也上人立像の憂いた様な表情や玉眼の光る顔が最も心に残り[15]、これが「私の恋人」とも話していたことがある[13]。これが仏像好きになったきっかけでもあり、これ以前は仏像にそれほど興味が無かったという[15]。
- 好きな食べ物は味噌汁、カレーライス、広島風お好み焼き[18]。
- 自分のTwitterに一汁一菜の毎日の朝食（白米、味噌汁、おかず一品）を上げて紹介している。朝食が体や頭の働きに影響すると知ってから、一日を活動的に過ごすために2018年頃からこのパターンの朝食を続けている[19]。
- 作務衣は舞台衣装としてだけでなく、普段から着ている[1]。自ら、作務衣や手ぬぐいのデザイン、製作もしている[20]。
- フリーアナウンサー（元ニッポン放送）の高嶋ひでたけは、以前からの知人[21]。
- ものまねネタを披露することもあり、欅坂46（現：櫻坂46）元メンバーの平手友梨奈のものまねネタがある。なお、みほとけは平手のことが好きで尊敬もしているという[22][23]。また乃木坂46元メンバーの白石麻衣のものまねネタが反響を得たことがある[24]。2021年から披露していたみちょぱ（池田美優）のものまねは『サンデージャポン』（TBS）2021年12月19日の放送で「大バズリ」と紹介されていた[25]。2022年1月25日放送の『ザ！世界仰天ニュース』（日本テレビ）に、番組収録の2日前に体調不良になってしまったみちょぱの代役として、ものまねのスタイルでスタジオゲストとして急遽出演したほどである[26]。みちょぱのものまねがきっかけで仕事が増え、収入が10倍になったことを明かしている[16]。
- SKE48の福士奈央と親交があり、この2人でツーマンライブ『〜ナルゲキの女神〜』（東京・西新宿ナルゲキ）を2021年7月20日に開催した[27][28]。そしてこの2人でコンビ「福士奈央とみほとけ」を組み、M-1グランプリに自身初めて出場した[29]。また2022年の女芸人No.1決定戦 THE Wには同じこの2人で「女神」というコンビを組んでの出場もしている[30]。
- 家族構成は、両親と姉が1人[31]。

## 出演

### テレビ
- 金曜☆ロンドンハーツ（テレビ朝日、2018年4月27日）
- 取り上げて!芸能ニュース（テレビ朝日）
- 運慶仏をたずねて～半蔵門ミュージアム～（ベターライフチャンネル、2019年6月22日）
- ちちんぷいぷい（MBSテレビ）- 2019年8月8日、2019年10月10日、2020年8月7日、2020年8月21日
- 真夜中のおバカ騒ぎ!（千葉テレビ放送・2019年10月10日、TOKYO MX・2019年10月12日）
- 水曜日のダウンタウン（TBSテレビ） - 2019年12月4日、「2代目むつみ荘住みます芸人」決定戦の企画に出演[32]
- ビートたけしの公開！お笑いオーディション（TBS） - 2019年12月28日
- 一夜づけ（テレビ東京）- 2020年1月19日深夜「一夜づけ パラサイト警察！」
- ウッティタウン6丁目 （テレビ山梨）- 2020年1月27日
- スゴろく （テレビ山梨）- 2020年3月30日 -  月曜コーナーレギュラー
- 秒速！エンタSHOW アッという間シアター（TBS）- 2020年4月6日深夜[22]
- しゃべくり007（日本テレビ）- 2020年5月4日
- 裸の少年（テレビ朝日）- 2020年5月16日[33]
- カイモノラボ（TBS）- 2020年9月[34]
- ものまねグランプリ（日本テレビ）
  - 2020年9月29日（初出演）、この回では『泰造が見せたいぞう』コーナーに出演し、白石麻衣のものまねを披露[35]。
  - 2021年12月21日の回ではスパイク小川暖奈、河邑ミクとの「ものまね三姉妹」として出演、「篠原涼子が家政婦を雇ったら…」のコントで白石麻衣とみちょぱのものまねを演じた[36][37]。
- ザ・細かすぎて伝わらないモノマネ（フジテレビ）
  - 2020年12月12日初出演、この回では白石麻衣のものまねでバナナマン日村勇紀のものまねのニセキン(NISEKIN)と共演、「『インフルエンサー』にてなかなか顔を見せない白石麻衣とそれを見ているバナナマン日村勇紀」のネタを披露[24]。
  - 2021年12月11日放送の回ではみちょぱ（池田美優）のものまねで有吉弘行のものまねのダークホース山出と共演、「変わった性癖をみせる有吉弘行とバラエティをわかってるみちょぱ」のネタを披露[38][39]。
- 爆笑ヒットパレード（フジテレビ）- 2021年1月1日「爆速ヒットパレード」コーナー出演
- R-1グランプリ2021事前番組「いよいよR-1グランプリ！新世代芸人のリアルライフ徹底リサーチ！」（関西テレビ・フジテレビ）- 2021年3月6日
- ケンドーコバヤシの社長！お手伝いさせて頂きます！（BS12）- 2021年3月30日深夜から、レギュラー出演[40]
- あいつ今何してる?（テレビ朝日）- 2021年4月21日、中学・高校時代の同級生の林美桜の推薦で出演[4][5]
- サンデージャポン（TBS）- 2021年12月19日[25]初出演以降、主にみちょぱのものまねで定期的に出演。
- ザ!世界仰天ニュース（日本テレビ）- 2022年1月25日、急遽欠席したみちょぱの代役としてものまねで出演[26]。
- 有吉ジャポンII ジロジロ有吉（TBS）- 2022年3月5日・3月12日[41][42]
- 潜在能力テスト（フジテレビ）- 2022年4月12日、ものまねチームのメンバーで出演[43]。
- じゅん散歩（テレビ朝日）- 2022年4月22日[44]
- 爆笑そっくりものまね紅白歌合戦スペシャル（フジテレビ）- 2022年4月23日、みちょぱのものまねで初出演[45]
- 好きだけど言わせてランキング 愛のウップン!（TBS）- 2022年4月30日[46]
- 東大王（TBS）- 2022年5月4日[47]
- 日立 世界・ふしぎ発見!
  - 第1638回「いざ！あした誰かに伝えたい鎌倉」（2022年6月18日、TBS） - ミステリーハンター[48]
  - 第1647回「あいタイ！食べタイ！ありがThai」（2022年9月10日、TBS） - ミステリーハンター[49]
  - 第1664回「インド情熱革命ing」（2023年2月25日、TBS） - ミステリーハンター[50]
- ウワサのお客さま（フジテレビ）- 2022年7月15日「浅草寺＆全国のお寺でウワサ 日本一のパワースポット美女」のパートで、高田ぽる子と一緒に出演[51]。
- 出没!アド街ック天国（テレビ東京） - 2023年9月23日、「北鎌倉」の回に志田未来と共にゲスト出演

### インターネット配信番組
- えりぬきアイドルがその場で調べるニュースの結論（略して）バラ売り（Kawaiian TV）
- ぶるぺん〜今まさに世に出ようとしている「あったまった人々」が登場!〜（GYAO!）
- 劇団さまぁ〜ず（GYAO!）
- 有田ジェネレーション タカマッチハウス（Paravi）

### ラジオ
- 甘い言葉で。。。 2部パーソナリティ（調布FM）
- 高橋みなみと朝井リョウ ヨブンのこと（ニッポン放送）
- 高嶋ひでたけのオールナイトニッポン月イチ（ニッポン放送） - 2019年8月26日
- Good Choice Radio（FM AICHI）- 2019年までレギュラー出演
- みきことみかこのしあわせチャージRadio（YBSラジオ） - 2021年4月5日 - 2024年3月25日 月1準レギュラー
- はみだししゃべくりラジオ キックス（YBSラジオ） - 2024年4月2日 - 火曜パーソナリティ

### イベント
- Kawasaki DREAM （MC）
- ニコニコ超会議2018（「袈裟コレクション」司会）
- ニコニコ超会議2019（「袈裟コレクション」司会）

## 掲載誌
- 月刊『厚生労働』（厚生労働省編集協力）- レポーターとしてレギュラー掲載

## 賞レース成績
- R-1ぐらんぷり
  - 2018 2回戦敗退
  - 2019 3回戦敗退
  - 2020 3回戦敗退
- 女芸人No.1決定戦 THE W
  - 2018 準決勝敗退
  - 2019 準決勝敗退
  - 2020 準決勝敗退